# Pink Pajamas (film 1918)
Pink Pajamas è un cortometraggio muto del 1918 scritto e diretto da Al Santell (Alfred Santell).

## Produzione
Il film fu prodotto dalla Nestor Film Company e dall'Universal Film Manufacturing Company.

## Distribuzione
Distribuito dall'Universal Film Manufacturing Company, il film - un cortometraggio di una bobina - uscì nelle sale cinematografiche statunitensi il 1º aprile 1918.